# علي بن رحمة الشامسي
علي بن رحمة بن سالم الشامسي (1930 - 1 فبراير 2006) شاعر إماراتي من إمارة الشارقة يعد أحد أهم الشعراء المخضرمين ممن عاصر كبار شعراء ساحة الشعر الشعبي في الإمارات وكان له الدور الأبرز في ضخ القصيدة الشعبية بدم التجديد وفي تأسيس مجالس وبرامج الشعر الشعبي.

## حياته

### نشأته
ولد الشاعر علي بن ارحمه الشامسي في عام 1930م في إمارة الشارقة وبالتحديد في منطقة الحمرية. بينما يرجح البعض أنه قد ولد في العقد الأول من القرن العشرين. درس بن ارحمه وتعلم القراءة والكتابة، وحفظَ القرآن في الكتاتيب على يد مطوع يدعى سالم بن سعيد المزروعي وقد كانت الكتاتيب آنذاك مصدر التعليم الأول في منطقة الخليج. نشأ في أسرة متوسطة متدينة محافظة تعتمد على البحر في توفير دخلها، وكان والده يملك سفينة غوص للبحث عن اللؤلؤ، الأمر الذي أهله لممارسة المهنة ومرافقة والده في رحلاته للغوص. بدأ بن ارحمه حياته العملية في مهنة الغوص (طوّاشاً) أي تاجر لؤلؤ بينما هو في السابعة عشرة من العمر.

### بن رحمة والشعر
بدأ بن ارحمه في قرض الشعر وهو ابن خمس عشرة سنة، كما ذكر في إحدى أمسياته بالمجمع الثقافي عام 2002،  بحكم مجالسته للشعراء في مجالس الشعر والأدب، فقد تأثر بهم ونمت موهبته فكتب الشعر وهو في سن مبكرة. كما رسخ في نفسه، مبكراً، عشق البداوة والتمسك بقيم المكان وثقافته. وقد كان للشاعر دور كبير في تجديد الشعر الشعبي، ومساهمات عديدة في تأسيس مجالس وبرامج الشعر، لكون الشاعر من الذين لعبوا دوراً كبيراً في تطوير الموسيقى وشعر الأغنيات الشعبية التي ترجع إلى التقاليد البدوية، والفنون البحرية، وتأثروا خلالها بالألحان والأشعار السائدة. تطرق ابن رحمة في أشعاره لمعظم أغراض الشعر الشعبي وارتبطت معظم نصوصه الشعرية بالمكان سواء أكان حقيقياً أو رمزياً أو خيالياً، وإن كان أكثر ما نظم فيه من الأغراض هو الغزل، وقد اشتهرت الكثير منها في مرحلتي الثمانينات والتسعينات، خاصة بعد أن ارتبط اسمه بالقصيدة الغنائية. وقد شكل فن الونه الإماراتي نوعاً من المرجعية لديه ورغم ذلك الارتباط المتأخر، إلا أنه حقق فيه شهرة كبيرة.
وقد نجح الفنان ميحد محمد الذي غنى له قصائد مثل: (يوم أمر واطلع دياره)، (ويا قمر سود الليالي)، و(احبك انظر عيني غناتي)، (وإذا مريت صوب الدار الأول)، (يابوخدود إنعام)، في ترجمة تلك المشاعر والأحاسيس كما أوردها ابن رحمه.

### بن رحمة والإعلام
بعد انهيار سوق اللؤلؤ بحث بن ارحمه عن مهنة أخرى ففي فترة الخمسينات عمل في الحرس مدة ثلاثين سنة،  حيث كان قد انتقل خلال هذه الفترة من الحمرية إلى الشارقة وفي الستينات عمل مراسلًا في إذاعة صوت الساحل. ثم عمل في إذاعة الشارقة وشارك في عدة برامج مهتمة بالشعر والموروث الشعبي، مثل: برنامج (في أحضان البادية) على إذاعة الشارقة. ويعد، أيضاً، من مؤسسي برنامج مجلس الشعراء على تلفزيون دبي في أواخر الستينات مع حمد خليفة بوشهاب وكان المجلس يضم يومها عدداً كبيراً من رواد الشعر الشعبي في الإمارات كـراشد الخضر وسالم الجمري محمد ابن سوقات و محمد بن زنيد السويدي و ربيع بن ياقوت ومحمد الكوس وغيرهم. ثم شهد برنامج مجالس الشعراء بعض التغيرات نتيجة لرحيل بعض رواد الشعر، وابتعاد البعض ورغم ذلك ظل بن رحمه في عطائه ومشاركاته في البرنامج إلى أن توقف في أواخر التسعينات. بعدها شارك في إعداد وتقديم العديد من البرامج الإذاعية الشعبية المهتمة بالشعر والتراث الشعبي.، وله عدة مشاركات في برامج تراثية، في التقديم والإعداد. وشارك أيضاً في تسجيل قصائده في عدد من هذه البرامج مثل برنامج فنون شعبية.

### مجالس الربيع
كان الشاعر علي الشامسي ، راعياً وحاضناً للشباب، ومن أكبر المشجعين لهم، يساعدهم في تنمية مواهبهم، ويستمع باهتمام إلى تجاربهم، حيث أنشأ مجلساً للشعر في منزله، أسماه «مجالس الربيع»، والذي تجتمع فيه الأجيال الشعرية. وكان يدعو في كل عام عددا كبيرا من الشعراء الشعبيين إلى منزله في منطقة “فلاح” في الشارقة لوليمة ذات أجواء أدبية مميزة، وكانت تلك الدعوة تشمل شعراء مخضرمين وشباباً، ولا شك في أن غرضه من تلك الدعوات هو التأكيد على أهمية التواصل بين مختلف الأجيال الشعرية.

### المساجلات الشعرية
دارت العديد من المساجلات الشعرية بينه وبين عدد من شعراء جيله، أمثال راشد بن ثاني المطروشي وراشد بن طناف، نجد له العديد من القصائد التي رد فيها على العديد من شعراء جيل الشباب، ولا تزال تذكر مجاراته لقصيدة الشاعر سعيد بن خلفان الكعبي التي سمعها وأعجب بها في أثناء مشاركته في برنامج إذاعي عن الشعر الشعبي.

## أعماله

### ديوان الشاعر علي بن أرحمه الشامسي
صدر له في حياته في فترة الثمانينات عن وزارة الإعلام والثقافة وحمل اسم (ديوان الشاعر علي بن رحمه الشامسي) جمع وشرح: فالح حنظل وضم خمساً وعشرين قصيدة.

### ديوان غناتي
صدر ديوانه الثاني الذي حمل اسم “غناتي” في عام، 1995 وضم عددا لا بأس به من قصائده المغناة وغير المغناة ، وسمي الديوان على اسم قصيدة فيه تعد من أشهر القصائد، إذ غنّاها الفنان الإماراتي ميحد حمد ولا تزال تبث وتذاع وترددها الألسن حتى وقتنا الحالي، ويقول في مطلع قصيدته غناتي:
احبك يانظر عيني غناتي.. واحب الأرض لي تمشي عليها
                                            واحبك حتى أكثر من حياتي.. واسوم الروح لجلك واشتريها
ويوم اذكرك وانا في صلاتي.. يداخلني الفكر واشك فيها
                                            ويوم اذكرك في حزت مقاتي.. اترك وجبتي لو اشتهيها

### ديوان نسيم الخليج
ديوان يحتوي على كل قصائد الشاعر طبع سنة 2010 وعدد صفحاته 501 صفحة. قسم الديوان إلى خمسة أقسام وهي على الترتيب قصائد المدح والوطنيات (44 قصيدة)، قصائد الاجتماعيات (29 قصيدة)، قصائد المشاكاة (112 قصيدة)، قصائد التراثيات (13 قصيدة)، وأخيراً قصائد الغزل (139 قصيدة) بإجمالي (337 قصيدة). وقام بالجمع والتقديم د.راشد المزروعي معتمداً على الديوانين السابقين والبرامج التلفزيونية والتسجيلات الصوتية والمذكرات والرسائل المكتوبة التي ساعده في الحصول عليها أبنه. 

## وفاته
توفي في الأول من فبراير 2006 عن عمر ناهز الـ 97 عاماً.وقد ووري جثمانه الثرى في الشارقة، بموكب مهيب يليق بمكانته الشعرية والاجتماعية. وأثر رحيله في نفوس جميع من عرفوه، وذلك لتواضعه وبساطته وقربه من الجميع. وفقدت الساحة مع رحيله واحداً من أعمدة الشعر الشعبي الإماراتي، وبقيت قصائده خالدة في تاريخ الإمارات. 